# The Last Starfighter
The Last Starfighter is een Amerikaanse sciencefiction/avonturenfilm uit 1984, geregisseerd door Nick Castle. Hoofdrollen worden vertolkt door Lance Guest, Robert Preston (zijn laatste grote filmrol voor zijn dood) en Dan O'Herlihy.
The Last Starfighter is samen met de Disneyfilm Tron een van de eerste films die intensief gebruikmaakt van CGI, met name voor het weergeven van de ruimteschepen.

## Verhaal
De film draait om Alex Rogan, een tiener die samen met zijn moeder en broertje Louis in het Starlight Star-bright woonwagenkamp woont. Alex heeft het niet ver geschopt op school en brengt zijn tijd grotendeels door met het spelen van een arcadespel getiteld Starfighter. Nadat hij op een dag dit spel weet uit te spelen en daarbij de hoogst mogelijke score behaalt, wordt hij benaderd door de maker van het spel; Centauri. Hij onthult Alex dat het spel in werkelijkheid een trainingssimulator was om nieuwe rekruten te vinden voor een intergalactische oorlog tussen de Rylan Star League en het Ko-Dan keizerrijk. Centauri is zelf in werkelijkheid een alien van een planeet genaamd Rylos.
Centauri neemt Alex mee naar Rylos, waar hij andere rekruten ontmoet. Alex krijgt een alien genaamd Grig toegewezen als zijn partner en navigator en krijgt zijn eigen starfighter-toestel toegewezen. Alex heeft echter moeite zich aan te passen aan dit alles. Bovendien stuit zijn komst op veel verzet daar de aarde officieel niet in het conflict betrokken mag worden tot de mensheid er klaar voor is. Alex weigert dan in eerste instantie ook om mee te doen met deze oorlog. Centauri brengt hem daarom terug naar de aarde. Daar blijkt dat Alex' plaats tijdens zijn afwezigheid was ingenomen door een androïde genaamd Beta, die er precies zo uitziet als Alex. Hij overtuigt Alex om toch met de oorlog mee te doen.
Ondertussen wordt de Starfighterbasis aangevallen en vrijwel geheel verwoest door de Ko-Dan. Deze sturen tevens een huurmoordenaar (een Zan-Do-Zan) naar de aarde om Alex uit te schakelen voor het geval hij zich bedenkt. Alex roept Centauri op die de Zan-Do-Zan verslaat. De Ko-Dan zullen volgens hem zeker meer Zan-Do-Zans achter hem aansturen, dus zit er voor Alex niks anders op dan toch een Starfighter te worden. Alex gaat akkoord. Terug in de Starfighterbase ontdekken ze tot hun schok dat deze is aangevallen, en dat Alex en Grig de enige overgebleven Starfighters zijn. De twee trekken eropuit met het schip "Gunstar" in een poging het tij te keren. Wat volgt is een gevecht tussen de Gunstar en de Ko-Dan armada. Alex en Gir schakelen de armada uit, inclusief het Ko-Dan moederschip.
Na het gevecht stemt Alex toe om bij het Starfighterteam te blijven en meer rekruten op te leiden. Hij gaat nog eenmaal terug naar de aarde om zijn vertrek aan te kondigen en zijn vriendin, Maggie, op te halen. Terwijl Alex, Maggie en Gir vertrekken, richt Louis zijn aandacht op het arcadespel in een poging om ook de hoogste score te halen.

## Rolverdeling
| Acteur                 | Personage              |
| ---------------------- | ---------------------- |
| Lance Guest            | Alex Rogan / Beta Alex |
| Dan O'Herlihy          | Grig                   |
| Catherine Mary Stewart | Maggie Gordon          |
| Norman Snow            | Xur                    |
| Robert Preston         | Centauri               |
| Kay E. Kuter           | Enduran                |
| Barbara Bosson         | Jane Rogan             |
| Chris Hebert           | Louis Rogan            |
| Meg Wyllie             | Granny Gordon          |

## Achtergrond

### Productie
Veel van de ruimteschepen in The Last Starfighter waren computeranimaties in plaats van schaalmodellen zoals bij oudere sciencefictionfilms. Veel van deze schepen waren ontworpen door kunstenaar Ron Cobb, die ook meewerkte aan Alien, Star Wars en Conan the Barbarian.
De computereffecten van de film werden verzorgd door Digital Productions met een Cray X-MP supercomputer. Het bedrijf maakte in totaal 27 minuten aan beeldmateriaal voor de film, iets dat destijds als een enorme hoeveelheid werd gezien voor CGI.
Het ruimteschip van Centauri was wel een rekwisiet. Deze werd later hergebruikt in Back to the Future Part II.
De muziek van de film werd gecomponeerd door Craig Safan. Hij gebruikte een ongewoon groot orkest met onder andere zes trompetten en zes trombones.

### Ontvangst
The Last Starfighter was financieel een succes. De film bracht 28 miljoen dollar op tegen een productiebudget van 15 miljoen dollar.
Reacties op de film waren gemengd. Roger Ebert gaf de film een beoordeling van 2,5 uit 4 sterren. Op Rotten Tomatoes scoort de film 73% aan positieve beoordelingen.

### Spin-offs
Er is een roman gebaseerd op de film door Alan Dean Foster, evenals een videospel dat gebaseerd is op de productie. In 2004 is de film bewerkt tot een niet-commerciële musical.

## Prijzen en nominaties
In 1985 werd “The Last Starfighter” genomineerd voor vier prijzen, maar won er geen:
- De Saturn Award voor beste mannelijke bijrol (Robert Preston)
- De Grand Prize op het Avoriaz Fantastic Film Festival
- De Hugo Award voor Best Dramatic Presentation
- De Young Artist Award voor beste jonge bijrol in een film (Chris Hebert)